# Floden, Södermanland
Floden är en sjö i Katrineholms kommun i Södermanland och ingår i Nyköpingsåns huvudavrinningsområde. Sjön har en area på 0,178 kvadratkilometer och ligger 26,9 meter över havet. Floden ligger i Floden Natura 2000-område. Sjön avvattnas av vattendraget Ramstaån (Flodaån).
Sjön hade tidigare en större utbredning men sänktes på 1850-talet varpå sankmarkerna runt sjön utdikades.

## Delavrinningsområde
Floden ingår i det delavrinningsområde (655528-152820) som SMHI kallar för Utloppet av Floden. Medelhöjden är 58 meter över havet och ytan är 28,38 kvadratkilometer. Räknas de 3 avrinningsområdena uppströms in blir den ackumulerade arean 88,59 kvadratkilometer. Ramstaån (Flodaån) som avvattnar avrinningsområdet har biflödesordning 4, vilket innebär att vattnet flödar genom totalt 4 vattendrag innan det når havet efter 75 kilometer. Avrinningsområdet består mestadels av skog (57 procent) och jordbruk (29 procent). Avrinningsområdet har 1,11 kvadratkilometer vattenytor vilket ger det en sjöprocent på 2,1 procent.

## Gårdar vid Floden
- Abbotnäs, ligger norr om sjön.
- Ökna, ligger söder om sjön.